# Turan Tovuz Peşəkar Futbol Klubu
Il Turan Tovuz Peşəkar Futbol Klubu, meglio noto come Turan Tovuz, è una società calcistica azera con sede nella città di Tovuz. Milita nella Premyer Liqasi, la prima divisione del campionato azero.

## Storia
Fondato da Vidadi Ahmadov il 23 febbraio 1992, il club è stato il primo club di calcio professionistico azero sotto il nome di Turan Tovuz. Tuttavia, dal 1997, il club subì diversi problemi societari, influenzati dalle difficoltà finanziarie.
Il Turan ha partecipato alla Coppa UEFA nella stagione 1994-1995, dopo aver vinto la Yüksək dəstə nella stagione 1993-1994 (l'attuale Premyer Liqası), dove fu eliminato al turno preliminare dai turchi del Fenerbahçe.
La stagione 2011-2012, si è conclusa con il Turan all'11º posto in Premyer Liqası, il peggior piazzamento mai ottenuto dal club. Nella stagione 2012-2013, il Turan, per la prima volta nella storia, è retrocesso in Birinci Divizionu, dopo venti anni di fila in massima serie.
Nel 2013, i proprietari del club hanno deciso di cambiare il nome del club in Turan-T. Il club ha ripristinato il suo nome originale pochi mesi dopo.
Nella stagione 2022-2023 raggiunge per la prima volta nella sua storia la semifinale della Coppa dell'Azerbaigian.

## Palmarès

### Competizioni nazionali
- Premyer Liqası: 1

1993-1994
- Birinci Divizionu: 1

2019-2020